# Coppa del Mondo di sci di fondo
La Coppa del Mondo di sci di fondo è un circuito internazionale di gare di sci di fondo organizzato annualmente dalla Federazione internazionale sci e snowboard (FIS), a partire dalla stagione 1981/1982, la prima riconosciuta ufficialmente dalla FIS.
In campo maschile una Coppa del Mondo non ufficiale veniva disputata annualmente già dalla stagione 1973/1974. In campo femminile vennero disputate due stagioni di Coppa del Mondo non riconosciute dalla FIS, 1978/1979 e 1980/1981.

## Svolgimento

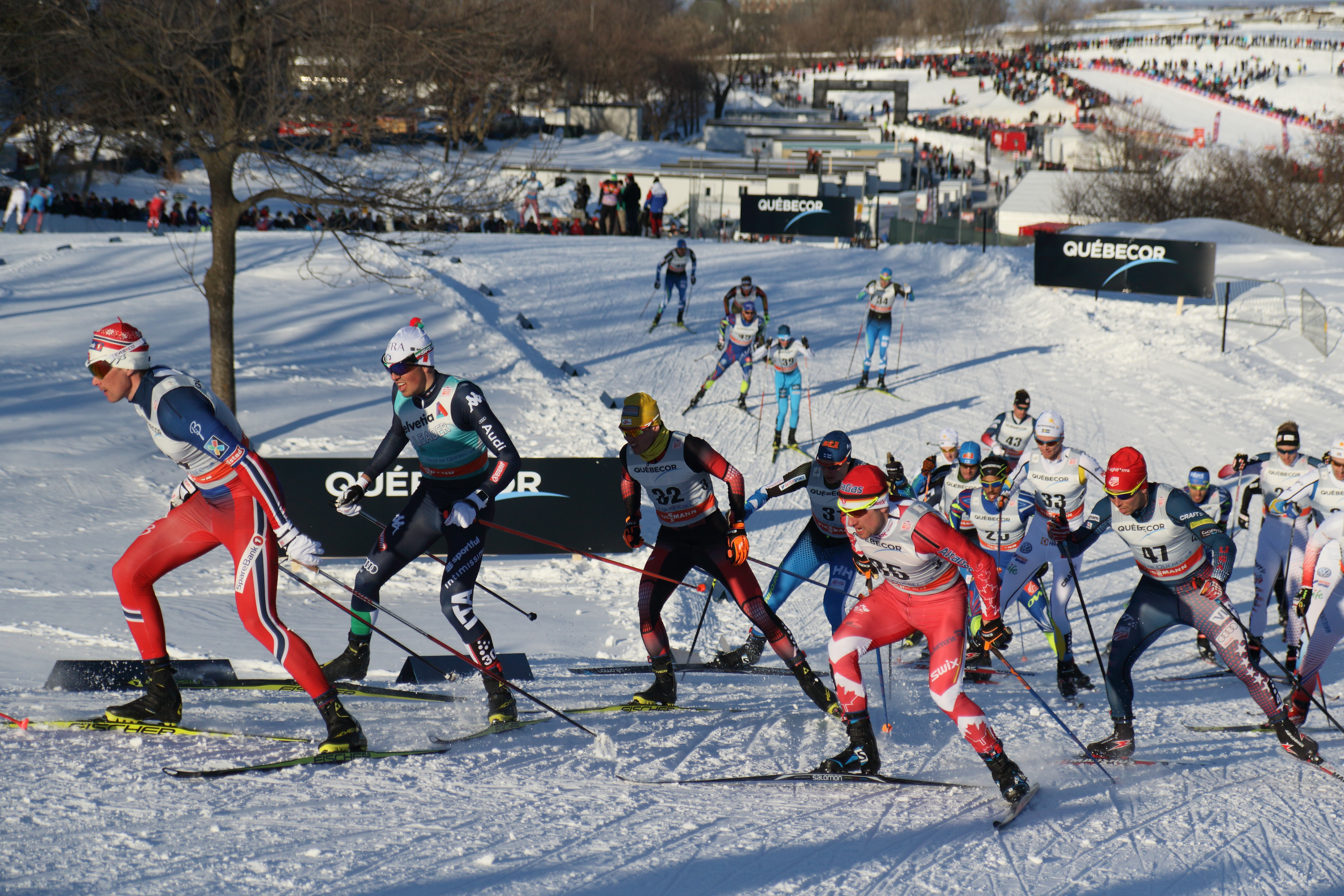
Una fase dell'edizione 2016 svoltasi in Canada

Le gare si svolgono abitualmente da fine ottobre a marzo prevalentemente in Europa, occasionalmente in Nord America e Giappone. Esiste un unico circuito che comprende sia le competizioni maschili sia quelle femminili, per cui di regola i fondisti e le fondiste si trovano a gareggiare contemporaneamente nella stessa località. Ai primi 30 classificati di ogni singola gara vengono assegnati punti a scalare (100 punti al vincitore, 1 al 30º). Alla fine della stagione l'uomo e la donna con il punteggio complessivo più alto vincono la Coppa del Mondo.
Il trofeo consegnato al vincitore è una sfera di cristallo, che rappresenta il mondo, su un piedistallo. È lo stesso trofeo consegnato ai vincitori delle altre Coppe del Mondo organizzate dalla FIS (sci alpino, salto con gli sci, combinata nordica). Per questo a volte il termine sfera di cristallo è usato come sinonimo di Coppa del Mondo.

### Le competizioni intermedie
Inizialmente la struttura della competizione prevedeva l'assegnazione del punteggio previsto a ogni singola gara, in base alla classifica. A partire dagli anni duemila, però, tale struttura è stata modificata attraverso l'introduzione di alcune competizioni intermedie: il Tour de Ski dalla stagione 2006-2007, le Finali di Coppa del Mondo dalla stagione 2008-2009 e il Nordic Opening dalla stagione 2010-2011. In tutti questi casi gli atleti competono lungo un arco di diversi giorni in una serie di gare, fino alla definizione di una classifica finale della competizione intermedia; ai fini della classifica di Coppa del Mondo è considerata questa classifica finale, e non già quella delle singole gare che la determinano. Nelle sue statistiche la FIS considera "vittoria" o "podio" di Coppa del Mondo quelli conseguiti nell'intera competizione; i piazzamenti nelle singole fasi vengono considerate "vittorie" (o "podi") "di tappa" (SWC, Stage World Cup) e non di Coppa del Mondo (WC, World Cup), anche se per ognuno di essi vengono assegnati alcuni punti di bonus nella classifica generale di Coppa.

### Sistema di punteggio di Coppa del Mondo

#### dal 1981/82 al 2005/06
| Stagioni        | Gara        | Posizione | Posizione | Posizione | Posizione | Posizione | Posizione | Posizione | Posizione | Posizione | Posizione | Posizione | Posizione | Posizione | Posizione | Posizione | Posizione           | Posizione           | Posizione           | Posizione           | Posizione           | Posizione           | Posizione           | Posizione           | Posizione           | Posizione           | Posizione           | Posizione           | Posizione           | Posizione           | Posizione           |
| Stagioni        | Gara        | 1         | 2         | 3         | 4         | 5         | 6         | 7         | 8         | 9         | 10        | 11        | 12        | 13        | 14        | 15        | 16                  | 17                  | 18                  | 19                  | 20                  | 21                  | 22                  | 23                  | 24                  | 25                  | 26                  | 27                  | 28                  | 29                  | 30                  |
| --------------- | ----------- | --------- | --------- | --------- | --------- | --------- | --------- | --------- | --------- | --------- | --------- | --------- | --------- | --------- | --------- | --------- | ------------------- | ------------------- | ------------------- | ------------------- | ------------------- | ------------------- | ------------------- | ------------------- | ------------------- | ------------------- | ------------------- | ------------------- | ------------------- | ------------------- | ------------------- |
|                 |             |           |           |           |           |           |           |           |           |           |           |           |           |           |           |           |                     |                     |                     |                     |                     |                     |                     |                     |                     |                     |                     |                     |                     |                     |                     |
| 1981/82–1984/85 | Individuale | 26        | 22        | 19        | 17        | 16        | 15        | 14        | 13        | 12        | 11        | 10        | 9         | 8         | 7         | 6         | 5                   | 4                   | 3                   | 2                   | 1                   | punti non assegnati | punti non assegnati | punti non assegnati | punti non assegnati | punti non assegnati | punti non assegnati | punti non assegnati | punti non assegnati | punti non assegnati | punti non assegnati |
| 1981/82–1984/85 | Staffetta   |           |           |           |           |           |           |           |           |           |           |           |           |           |           |           |                     |                     |                     |                     |                     | punti non assegnati | punti non assegnati | punti non assegnati | punti non assegnati | punti non assegnati | punti non assegnati | punti non assegnati | punti non assegnati | punti non assegnati | punti non assegnati |
|                 |             |           |           |           |           |           |           |           |           |           |           |           |           |           |           |           |                     |                     |                     |                     |                     |                     |                     |                     |                     |                     |                     |                     |                     |                     |                     |
| 1985/86–1991/92 | Individuale | 25        | 20        | 15        | 12        | 11        | 10        | 9         | 8         | 7         | 6         | 5         | 4         | 3         | 2         | 1         | punti non assegnati | punti non assegnati | punti non assegnati | punti non assegnati | punti non assegnati | punti non assegnati | punti non assegnati | punti non assegnati | punti non assegnati | punti non assegnati | punti non assegnati | punti non assegnati | punti non assegnati | punti non assegnati | punti non assegnati |
| 1985/86–1991/92 | Staffetta   |           |           |           |           |           |           |           |           |           |           |           |           |           |           |           | punti non assegnati | punti non assegnati | punti non assegnati | punti non assegnati | punti non assegnati | punti non assegnati | punti non assegnati | punti non assegnati | punti non assegnati | punti non assegnati | punti non assegnati | punti non assegnati | punti non assegnati | punti non assegnati | punti non assegnati |
|                 |             |           |           |           |           |           |           |           |           |           |           |           |           |           |           |           |                     |                     |                     |                     |                     |                     |                     |                     |                     |                     |                     |                     |                     |                     |                     |
| 1992/93–2005/06 | Individuale | 100       | 80        | 60        | 50        | 45        | 40        | 36        | 32        | 29        | 26        | 24        | 22        | 20        | 18        | 16        | 15                  | 14                  | 13                  | 12                  | 11                  | 10                  | 9                   | 8                   | 7                   | 6                   | 5                   | 4                   | 3                   | 2                   | 1                   |
| 1992/93–2005/06 | Team Sprint | 100       | 80        | 60        | 50        | 45        | 40        | 36        | 32        | 29        | 26        | 24        | 22        | 20        | 18        | 16        | 15                  | 14                  | 13                  | 12                  | 11                  | 10                  | 9                   | 8                   | 7                   | 6                   | 5                   | 4                   | 3                   | 2                   | 1                   |
| 1992/93–2005/06 | Staffetta   | 200       | 160       | 120       | 100       | 90        | 80        | 72        | 64        | 58        | 52        | 48        | 44        | 40        | 36        | 32        | 30                  | 28                  | 26                  | 24                  | 22                  | 20                  | 18                  | 16                  | 14                  | 12                  | 10                  | 8                   | 6                   | 4                   | 2                   |

#### dal 2006/07 al 2021/22
| Gara                              | Posizione | Posizione | Posizione | Posizione | Posizione | Posizione | Posizione | Posizione | Posizione | Posizione | Posizione           | Posizione           | Posizione           | Posizione           | Posizione           | Posizione           | Posizione           | Posizione           | Posizione           | Posizione           | Posizione           | Posizione           | Posizione           | Posizione           | Posizione           | Posizione           | Posizione           | Posizione           | Posizione           | Posizione           | Posizione           | Posizione           |
| Gara                              | 1         | 2         | 3         | 4         | 5         | 6         | 7         | 8         | 9         | 10        | 11                  | 12                  | 13                  | 14                  | 15                  | 16                  | 17                  | 18                  | 19                  | 20                  | 21                  | 22                  | 23                  | 24                  | 25                  | 26                  | 27                  | 28                  | 29                  | 30                  | 31 - 40             | >40                 |
| --------------------------------- | --------- | --------- | --------- | --------- | --------- | --------- | --------- | --------- | --------- | --------- | ------------------- | ------------------- | ------------------- | ------------------- | ------------------- | ------------------- | ------------------- | ------------------- | ------------------- | ------------------- | ------------------- | ------------------- | ------------------- | ------------------- | ------------------- | ------------------- | ------------------- | ------------------- | ------------------- | ------------------- | ------------------- | ------------------- |
|                                   |           |           |           |           |           |           |           |           |           |           |                     |                     |                     |                     |                     |                     |                     |                     |                     |                     |                     |                     |                     |                     |                     |                     |                     |                     |                     |                     |                     |                     |
| Individuale                       | 100       | 80        | 60        | 50        | 45        | 40        | 36        | 32        | 29        | 26        | 24                  | 22                  | 20                  | 18                  | 16                  | 15                  | 14                  | 13                  | 12                  | 11                  | 10                  | 9                   | 8                   | 7                   | 6                   | 5                   | 4                   | 3                   | 2                   | 1                   |                     |                     |
|                                   |           |           |           |           |           |           |           |           |           |           |                     |                     |                     |                     |                     |                     |                     |                     |                     |                     |                     |                     |                     |                     |                     |                     |                     |                     |                     |                     |                     |                     |
| Nordic Opening                    | 200       | 160       | 120       | 100       | 90        | 80        | 72        | 64        | 58        | 52        | 48                  | 44                  | 40                  | 36                  | 32                  | 30                  | 28                  | 26                  | 24                  | 22                  | 20                  | 18                  | 16                  | 14                  | 12                  | 10                  | 8                   | 6                   | 4                   | 2                   |                     |                     |
| Finali di Coppa del Mondo         | 200       | 160       | 120       | 100       | 90        | 80        | 72        | 64        | 58        | 52        | 48                  | 44                  | 40                  | 36                  | 32                  | 30                  | 28                  | 26                  | 24                  | 22                  | 20                  | 18                  | 16                  | 14                  | 12                  | 10                  | 8                   | 6                   | 4                   | 2                   |                     |                     |
| Staffetta (Coppa delle Nazioni)   | 200       | 160       | 120       | 100       | 90        | 80        | 72        | 64        | 58        | 52        | 48                  | 44                  | 40                  | 36                  | 32                  | 30                  | 28                  | 26                  | 24                  | 22                  | 20                  | 18                  | 16                  | 14                  | 12                  | 10                  | 8                   | 6                   | 4                   | 2                   |                     |                     |
| Team Sprint (Coppa delle Nazioni) | 200       | 160       | 120       | 100       | 90        | 80        | 72        | 64        | 58        | 52        | 48                  | 44                  | 40                  | 36                  | 32                  | 30                  | 28                  | 26                  | 24                  | 22                  | 20                  | 18                  | 16                  | 14                  | 12                  | 10                  | 8                   | 6                   | 4                   | 2                   |                     |                     |
|                                   |           |           |           |           |           |           |           |           |           |           |                     |                     |                     |                     |                     |                     |                     |                     |                     |                     |                     |                     |                     |                     |                     |                     |                     |                     |                     |                     |                     |                     |
| Ski Tour 2020                     | 300       | 240       | 180       | 150       | 135       | 120       | 108       | 96        | 87        | 78        | 72                  | 66                  | 60                  | 54                  | 48                  | 45                  | 42                  | 39                  | 36                  | 33                  | 30                  | 27                  | 24                  | 21                  | 18                  | 15                  | 12                  | 9                   | 6                   | 3                   |                     |                     |
|                                   |           |           |           |           |           |           |           |           |           |           |                     |                     |                     |                     |                     |                     |                     |                     |                     |                     |                     |                     |                     |                     |                     |                     |                     |                     |                     |                     |                     |                     |
| Tour de Ski                       | 400       | 320       | 240       | 200       | 180       | 160       | 144       | 128       | 116       | 104       | 96                  | 88                  | 80                  | 72                  | 64                  | 60                  | 56                  | 52                  | 48                  | 44                  | 40                  | 36                  | 32                  | 28                  | 24                  | 20                  | 20                  | 20                  | 20                  | 20                  | 10                  | 5                   |
|                                   |           |           |           |           |           |           |           |           |           |           |                     |                     |                     |                     |                     |                     |                     |                     |                     |                     |                     |                     |                     |                     |                     |                     |                     |                     |                     |                     |                     |                     |
| Ski Tour Canada                   | 400       | 320       | 240       | 200       | 180       | 160       | 144       | 128       | 116       | 104       | 96                  | 88                  | 80                  | 72                  | 64                  | 60                  | 56                  | 52                  | 48                  | 44                  | 40                  | 36                  | 32                  | 28                  | 24                  | 20                  | 16                  | 12                  | 8                   | 4                   |                     |                     |
|                                   |           |           |           |           |           |           |           |           |           |           |                     |                     |                     |                     |                     |                     |                     |                     |                     |                     |                     |                     |                     |                     |                     |                     |                     |                     |                     |                     |                     |                     |
| Tappa Nordic Opening              | 50        | 46        | 43        | 40        | 37        | 34        | 32        | 30        | 28        | 26        | 24                  | 22                  | 20                  | 18                  | 16                  | 15                  | 14                  | 13                  | 12                  | 11                  | 10                  | 9                   | 8                   | 7                   | 6                   | 5                   | 4                   | 3                   | 2                   | 1                   |                     |                     |
| Tappa Finali di Coppa del Mondo   | 50        | 46        | 43        | 40        | 37        | 34        | 32        | 30        | 28        | 26        | 24                  | 22                  | 20                  | 18                  | 16                  | 15                  | 14                  | 13                  | 12                  | 11                  | 10                  | 9                   | 8                   | 7                   | 6                   | 5                   | 4                   | 3                   | 2                   | 1                   |                     |                     |
| Tappa Ski Tour 2020               | 50        | 46        | 43        | 40        | 37        | 34        | 32        | 30        | 28        | 26        | 24                  | 22                  | 20                  | 18                  | 16                  | 15                  | 14                  | 13                  | 12                  | 11                  | 10                  | 9                   | 8                   | 7                   | 6                   | 5                   | 4                   | 3                   | 2                   | 1                   |                     |                     |
| Tappa Tour de Ski                 | 50        | 46        | 43        | 40        | 37        | 34        | 32        | 30        | 28        | 26        | 24                  | 22                  | 20                  | 18                  | 16                  | 15                  | 14                  | 13                  | 12                  | 11                  | 10                  | 9                   | 8                   | 7                   | 6                   | 5                   | 4                   | 3                   | 2                   | 1                   |                     |                     |
| Tappa Ski Tour Canada             | 50        | 46        | 43        | 40        | 37        | 34        | 32        | 30        | 28        | 26        | 24                  | 22                  | 20                  | 18                  | 16                  | 15                  | 14                  | 13                  | 12                  | 11                  | 10                  | 9                   | 8                   | 7                   | 6                   | 5                   | 4                   | 3                   | 2                   | 1                   |                     |                     |
|                                   |           |           |           |           |           |           |           |           |           |           |                     |                     |                     |                     |                     |                     |                     |                     |                     |                     |                     |                     |                     |                     |                     |                     |                     |                     |                     |                     |                     |                     |
| Staffetta (Individuale)           | 25        | 20        | 15        | 12        | 11        | 10        | 9         | 8         | 7         | 6         | 5                   | 4                   | 3                   | 2                   | 1                   | punti non assegnati | punti non assegnati | punti non assegnati | punti non assegnati | punti non assegnati | punti non assegnati | punti non assegnati | punti non assegnati | punti non assegnati | punti non assegnati | punti non assegnati | punti non assegnati | punti non assegnati | punti non assegnati | punti non assegnati | punti non assegnati | punti non assegnati |
| Team Sprint (Individuale)         | 25        | 20        | 15        | 12        | 11        | 10        | 9         | 8         | 7         | 6         | 5                   | 4                   | 3                   | 2                   | 1                   | punti non assegnati | punti non assegnati | punti non assegnati | punti non assegnati | punti non assegnati | punti non assegnati | punti non assegnati | punti non assegnati | punti non assegnati | punti non assegnati | punti non assegnati | punti non assegnati | punti non assegnati | punti non assegnati | punti non assegnati | punti non assegnati | punti non assegnati |
|                                   |           |           |           |           |           |           |           |           |           |           |                     |                     |                     |                     |                     |                     |                     |                     |                     |                     |                     |                     |                     |                     |                     |                     |                     |                     |                     |                     |                     |                     |
| Punti bonus                       | 15        | 12        | 10        | 8         | 6         | 5         | 4         | 3         | 2         | 1         | punti non assegnati | punti non assegnati | punti non assegnati | punti non assegnati | punti non assegnati | punti non assegnati | punti non assegnati | punti non assegnati | punti non assegnati | punti non assegnati | punti non assegnati | punti non assegnati | punti non assegnati | punti non assegnati | punti non assegnati | punti non assegnati | punti non assegnati | punti non assegnati | punti non assegnati | punti non assegnati | punti non assegnati | punti non assegnati |

#### dal 2022/23
| Posizione                            | 1   | 2   | 3   | 4   | 5   | 6   | 7   | 8   | 9   | 10  | 11                  | 12                  | 13                  | 14                  | 15                  | 16                  | 17                  | 18                  | 19                  | 20                  | 21                  | 22                  | 23                  | 24                  | 25                  | 26                  | 27                  | 28                  | 29                  | 30                  | 31                  | 32                  | 33                  | 34                  | 35                  | 36                  | 37                  | 38                  | 39                  | 40                  | 41                  | 42                  | 43                  | 44                  | 45                  | 46                  | 47                  | 48                  | 49                  | 50                  |
| Individuale                          | 100 | 95  | 90  | 85  | 80  | 75  | 72  | 69  | 66  | 63  | 60                  | 58                  | 56                  | 54                  | 52                  | 50                  | 48                  | 46                  | 44                  | 42                  | 40                  | 38                  | 36                  | 34                  | 32                  | 30                  | 28                  | 26                  | 24                  | 22                  | 20                  | 19                  | 18                  | 17                  | 16                  | 15                  | 14                  | 13                  | 12                  | 11                  | 10                  | 9                   | 8                   | 7                   | 6                   | 5                   | 4                   | 3                   | 2                   | 1                   |
| Staffetta (Coppa delle Nazioni)      | 200 | 160 | 120 | 100 | 90  | 80  | 72  | 64  | 58  | 52  | 48                  | 44                  | 40                  | 36                  | 32                  | 30                  | 28                  | 26                  | 24                  | 22                  | 20                  | 18                  | 16                  | 14                  | 12                  | 10                  | 8                   | 6                   | 4                   | 2                   | punti non assegnati | punti non assegnati | punti non assegnati | punti non assegnati | punti non assegnati | punti non assegnati | punti non assegnati | punti non assegnati | punti non assegnati | punti non assegnati | punti non assegnati | punti non assegnati | punti non assegnati | punti non assegnati | punti non assegnati | punti non assegnati | punti non assegnati | punti non assegnati | punti non assegnati | punti non assegnati |
| Team Sprint (Coppa delle Nazioni)    | 200 | 160 | 120 | 100 | 90  | 80  | 72  | 64  | 58  | 52  | 48                  | 44                  | 40                  | 36                  | 32                  | 30                  | 28                  | 26                  | 24                  | 22                  | 20                  | 18                  | 16                  | 14                  | 12                  | 10                  | 8                   | 6                   | 4                   | 2                   | punti non assegnati | punti non assegnati | punti non assegnati | punti non assegnati | punti non assegnati | punti non assegnati | punti non assegnati | punti non assegnati | punti non assegnati | punti non assegnati | punti non assegnati | punti non assegnati | punti non assegnati | punti non assegnati | punti non assegnati | punti non assegnati | punti non assegnati | punti non assegnati | punti non assegnati | punti non assegnati |
| Tour de Ski                          | 300 | 285 | 270 | 255 | 240 | 225 | 216 | 207 | 198 | 189 | 180                 | 174                 | 168                 | 162                 | 156                 | 150                 | 144                 | 138                 | 132                 | 126                 | 120                 | 114                 | 108                 | 102                 | 96                  | 90                  | 84                  | 78                  | 72                  | 66                  | 60                  | 57                  | 54                  | 51                  | 48                  | 45                  | 42                  | 39                  | 36                  | 33                  | 30                  | 27                  | 24                  | 21                  | 18                  | 15                  | 12                  | 9                   | 6                   | 3                   |
| Tappa Tour de Ski                    | 50  | 47  | 44  | 41  | 38  | 35  | 32  | 30  | 28  | 26  | 24                  | 22                  | 20                  | 18                  | 16                  | 15                  | 14                  | 13                  | 12                  | 11                  | 10                  | 9                   | 8                   | 7                   | 6                   | 5                   | 4                   | 3                   | 2                   | 1                   | punti non assegnati | punti non assegnati | punti non assegnati | punti non assegnati | punti non assegnati | punti non assegnati | punti non assegnati | punti non assegnati | punti non assegnati | punti non assegnati | punti non assegnati | punti non assegnati | punti non assegnati | punti non assegnati | punti non assegnati | punti non assegnati | punti non assegnati | punti non assegnati | punti non assegnati | punti non assegnati |
| Staffetta (punti individuali)        | 25  | 20  | 15  | 12  | 11  | 10  | 9   | 8   | 7   | 6   | 5                   | 4                   | 3                   | 2                   | 1                   | punti non assegnati | punti non assegnati | punti non assegnati | punti non assegnati | punti non assegnati | punti non assegnati | punti non assegnati | punti non assegnati | punti non assegnati | punti non assegnati | punti non assegnati | punti non assegnati | punti non assegnati | punti non assegnati | punti non assegnati | punti non assegnati | punti non assegnati | punti non assegnati | punti non assegnati | punti non assegnati | punti non assegnati | punti non assegnati | punti non assegnati | punti non assegnati | punti non assegnati | punti non assegnati | punti non assegnati | punti non assegnati | punti non assegnati | punti non assegnati | punti non assegnati | punti non assegnati | punti non assegnati | punti non assegnati | punti non assegnati |
| Team Sprint (punti individuali)      | 25  | 20  | 15  | 12  | 11  | 10  | 9   | 8   | 7   | 6   | 5                   | 4                   | 3                   | 2                   | 1                   | punti non assegnati | punti non assegnati | punti non assegnati | punti non assegnati | punti non assegnati | punti non assegnati | punti non assegnati | punti non assegnati | punti non assegnati | punti non assegnati | punti non assegnati | punti non assegnati | punti non assegnati | punti non assegnati | punti non assegnati | punti non assegnati | punti non assegnati | punti non assegnati | punti non assegnati | punti non assegnati | punti non assegnati | punti non assegnati | punti non assegnati | punti non assegnati | punti non assegnati | punti non assegnati | punti non assegnati | punti non assegnati | punti non assegnati | punti non assegnati | punti non assegnati | punti non assegnati | punti non assegnati | punti non assegnati | punti non assegnati |
| Punti bonus (Traguardi intermedi MS) | 15  | 12  | 10  | 8   | 6   | 5   | 4   | 3   | 2   | 1   | punti non assegnati | punti non assegnati | punti non assegnati | punti non assegnati | punti non assegnati | punti non assegnati | punti non assegnati | punti non assegnati | punti non assegnati | punti non assegnati | punti non assegnati | punti non assegnati | punti non assegnati | punti non assegnati | punti non assegnati | punti non assegnati | punti non assegnati | punti non assegnati | punti non assegnati | punti non assegnati | punti non assegnati | punti non assegnati | punti non assegnati | punti non assegnati | punti non assegnati | punti non assegnati | punti non assegnati | punti non assegnati | punti non assegnati | punti non assegnati | punti non assegnati | punti non assegnati | punti non assegnati | punti non assegnati | punti non assegnati | punti non assegnati | punti non assegnati | punti non assegnati | punti non assegnati | punti non assegnati |
| Qualificazioni gare sprint           | 15  | 12  | 10  | 8   | 6   | 5   | 4   | 3   | 2   | 1   | punti non assegnati | punti non assegnati | punti non assegnati | punti non assegnati | punti non assegnati | punti non assegnati | punti non assegnati | punti non assegnati | punti non assegnati | punti non assegnati | punti non assegnati | punti non assegnati | punti non assegnati | punti non assegnati | punti non assegnati | punti non assegnati | punti non assegnati | punti non assegnati | punti non assegnati | punti non assegnati | punti non assegnati | punti non assegnati | punti non assegnati | punti non assegnati | punti non assegnati | punti non assegnati | punti non assegnati | punti non assegnati | punti non assegnati | punti non assegnati | punti non assegnati | punti non assegnati | punti non assegnati | punti non assegnati | punti non assegnati | punti non assegnati | punti non assegnati | punti non assegnati | punti non assegnati | punti non assegnati |

## Classifica generale di Coppa del Mondo

### Uomini
| Stagione                  | Vincitore               | Secondo                | Terzo                   |
| ------------------------- | ----------------------- | ---------------------- | ----------------------- |
| 1973/74                   | Ivar Formo              | Juha Mieto             | Eduard Hauser           |
| 1974/75                   | Oddvar Brå              | Odd Martinsen          | Juha Mieto              |
| 1975/76                   | Juha Mieto              | Arto Koivisto          | Ivar Formo              |
| 1976/77                   | Thomas Wassberg         | Juha Mieto             | Thomas Magnuson         |
| 1977/78                   | Sven-Åke Lundbäck       | Lars-Erik Eriksen      | Magne Myrmo             |
| 1978/79                   | Oddvar Brå              | Lars-Erik Eriksen      | Sven-Åke Lundbäck       |
| 1979/80                   | Juha Mieto              | Thomas Wassberg        | Lars-Erik Eriksen       |
| 1980/81                   | Aleksandr Zav'jalov     | Oddvar Brå             | Ove Aunli               |
| Coppa del Mondo ufficiale |                         |                        |                         |
| 1981/82                   | Bill Koch               | Thomas Wassberg        | Harri Kirvesniemi       |
| 1982/83                   | Aleksandr Zav'jalov     | Gunde Svan             | Bill Koch               |
| 1983/84                   | Gunde Svan              | Thomas Wassberg        | Harri Kirvesniemi       |
| 1984/85                   | Gunde Svan              | Tor Håkon Holte        | Ove Aunli               |
| 1985/86                   | Gunde Svan              | Torgny Mogren          | Vladimir Smirnov        |
| 1986/87                   | Torgny Mogren           | Thomas Wassberg        | Gunde Svan              |
| 1987/88                   | Gunde Svan              | Torgny Mogren          | Pål Gunnar Mikkelsplass |
| 1988/89                   | Gunde Svan              | Vegard Ulvang          | Torgny Mogren           |
| 1989/90                   | Vegard Ulvang           | Gunde Svan             | Bjørn Dæhlie            |
| 1990/91                   | Vladimir Smirnov        | Torgny Mogren          | Bjørn Dæhlie            |
| 1991/92                   | Bjørn Dæhlie            | Vegard Ulvang          | Vladimir Smirnov        |
| 1992/93                   | Bjørn Dæhlie            | Vladimir Smirnov       | Vegard Ulvang           |
| 1993/94                   | Vladimir Smirnov        | Bjørn Dæhlie           | Jari Isometsä           |
| 1994/95                   | Bjørn Dæhlie            | Vladimir Smirnov       | Silvio Fauner           |
| 1995/96                   | Bjørn Dæhlie            | Vladimir Smirnov       | Jari Isometsä           |
| 1996/97                   | Bjørn Dæhlie            | Mika Myllylä           | Fulvio Valbusa          |
| 1997/98                   | Thomas Alsgaard         | Bjørn Dæhlie           | Vladimir Smirnov        |
| 1998/99                   | Bjørn Dæhlie            | Michail Botvinov       | Mika Myllylä            |
| 1999/00                   | Johann Mühlegg          | Jari Isometsä          | Odd-Bjørn Hjelmeset     |
| 2000/01                   | Per Elofsson            | Johann Mühlegg         | Thomas Alsgaard         |
| 2001/02                   | Per Elofsson            | Thomas Alsgaard        | Anders Aukland          |
| 2002/03                   | Mathias Fredriksson     | René Sommerfeldt       | Jörgen Brink            |
| 2003/04                   | René Sommerfeldt        | Mathias Fredriksson    | Jens Arne Svartedal     |
| 2004/05                   | Axel Teichmann          | Vincent Vittoz         | Tor Arne Hetland        |
| 2005/06                   | Tobias Angerer          | Jens Arne Svartedal    | Tor Arne Hetland        |
| 2006/07                   | Tobias Angerer          | Aleksandr Legkov       | Eldar Rønning           |
| 2007/08                   | Lukáš Bauer             | René Sommerfeldt       | Pietro Piller Cottrer   |
| 2008/09                   | Dario Cologna           | Petter Northug         | Ola Vigen Hattestad     |
| 2009/10                   | Petter Northug          | Lukáš Bauer            | Marcus Hellner          |
| 2010/11                   | Dario Cologna           | Petter Northug         | Daniel Richardsson      |
| 2011/12                   | Dario Cologna           | Devon Kershaw          | Petter Northug          |
| 2012/13                   | Petter Northug          | Aleksandr Legkov       | Dario Cologna           |
| 2013/14                   | Martin Johnsrud Sundby  | Aleksandr Legkov       | Alex Harvey             |
| 2014/15                   | Dario Cologna           | Petter Northug         | Calle Halfvarsson       |
| 2015/16                   | Martin Johnsrud Sundby  | Petter Northug         | Finn Hågen Krogh        |
| 2016/17                   | Martin Johnsrud Sundby  | Sergej Ustjugov        | Alex Harvey             |
| 2017/18                   | Johannes Høsflot Klæbo  | Dario Cologna          | Martin Johnsrud Sundby  |
| 2018/19                   | Johannes Høsflot Klæbo  | Aleksandr Bol'šunov    | Sjur Røthe              |
| 2019/20                   | Aleksandr Bol'šunov     | Johannes Høsflot Klæbo | Pål Golberg             |
| 2020/21                   | Aleksandr Bol'šunov     | Ivan Jakimuškin        | Johannes Høsflot Klæbo  |
| 2021/22                   | Johannes Høsflot Klæbo  | Aleksandr Bol'šunov    | Iivo Niskanen           |
| 2022/23                   | Johannes Høsflot Klæbo  | Pål Golberg            | Federico Pellegrino     |
| 2023/24                   | Harald Østberg Amundsen | Johannes Høsflot Klæbo | Erik Valnes             |
| 2024/25                   | Johannes Høsflot Klæbo  | Edvin Anger            | Erik Valnes             |

### Donne
| Stagione                  | Vincitrice               | Seconda                  | Terza                      |
| ------------------------- | ------------------------ | ------------------------ | -------------------------- |
| 1978/79                   | Galina Kulakova          | Raisa Smetanina          | Zinaida Amosova            |
| 1979/80                   | non disputata            | non disputata            | non disputata              |
| 1980/81                   | Raisa Smetanina          | Berit Aunli              | Květoslava Jeriová-Pecková |
| Coppa del Mondo ufficiale |                          |                          |                            |
| 1981/82                   | Berit Aunli              | Britt Pettersen          | Květoslava Jeriová-Pecková |
| 1982/83                   | Marja-Liisa Hämäläinen   | Britt Pettersen          | Květoslava Jeriová-Pecková |
| 1983/84                   | Marja-Liisa Hämäläinen   | Raisa Smetanina          | Anne Jahren                |
| 1984/85                   | Anette Bøe               | Grete Ingeborg Nykkelmo  | Britt Pettersen            |
| 1985/86                   | Marjo Matikainen         | Marianne Dahlmo          | Britt Pettersen            |
| 1986/87                   | Marjo Matikainen         | Anfisa Rezcova           | Marianne Dahlmo            |
| 1987/88                   | Marjo Matikainen         | Marie-Helene Westin      | Marja-Liisa Kirvesniemi    |
| 1988/89                   | Elena Välbe              | Alžbeta Havrančíková     | Tamara Tichonova           |
| 1989/90                   | Larisa Lazutina          | Elena Välbe              | Trude Dybendahl            |
| 1990/91                   | Elena Välbe              | Stefania Belmondo        | Ljubov' Egorova            |
| 1991/92                   | Elena Välbe              | Stefania Belmondo        | Ljubov' Egorova            |
| 1992/93                   | Ljubov' Egorova          | Elena Välbe              | Stefania Belmondo          |
| 1993/94                   | Manuela Di Centa         | Ljubov' Egorova          | Elena Välbe                |
| 1994/95                   | Elena Välbe              | Nina Gavryljuk           | Larisa Lazutina            |
| 1995/96                   | Manuela Di Centa         | Elena Välbe              | Larisa Lazutina            |
| 1996/97                   | Elena Välbe              | Stefania Belmondo        | Kateřina Neumannová        |
| 1997/98                   | Larisa Lazutina          | Bente Martinsen          | Stefania Belmondo          |
| 1998/99                   | Bente Martinsen          | Stefania Belmondo        | Nina Gavryljuk             |
| 1999/00                   | Bente Martinsen          | Kristina Šmigun          | Larisa Lazutina            |
| 2000/01                   | Julija Čepalova          | Bente Skari              | Larisa Lazutina            |
| 2001/02                   | Bente Skari              | Kateřina Neumannová      | Stefania Belmondo          |
| 2002/03                   | Bente Skari              | Kristina Šmigun          | Gabriella Paruzzi          |
| 2003/04                   | Gabriella Paruzzi        | Marit Bjørgen            | Valentyna Ševčenko         |
| 2004/05                   | Marit Bjørgen            | Kateřina Neumannová      | Virpi Kuitunen             |
| 2005/06                   | Marit Bjørgen            | Beckie Scott             | Julija Čepalova            |
| 2006/07                   | Virpi Kuitunen           | Marit Bjørgen            | Kateřina Neumannová        |
| 2007/08                   | Virpi Kuitunen           | Astrid Jacobsen          | Justyna Kowalczyk          |
| 2008/09                   | Justyna Kowalczyk        | Petra Majdič             | Aino-Kaisa Saarinen        |
| 2009/10                   | Justyna Kowalczyk        | Marit Bjørgen            | Petra Majdič               |
| 2010/11                   | Justyna Kowalczyk        | Marit Bjørgen            | Arianna Follis             |
| 2011/12                   | Marit Bjørgen            | Justyna Kowalczyk        | Therese Johaug             |
| 2012/13                   | Justyna Kowalczyk        | Therese Johaug           | Kikkan Randall             |
| 2013/14                   | Therese Johaug           | Marit Bjørgen            | Astrid Uhrenholdt Jacobsen |
| 2014/15                   | Marit Bjørgen            | Therese Johaug           | Heidi Weng                 |
| 2015/16                   | Therese Johaug           | Ingvild Flugstad Østberg | Heidi Weng                 |
| 2016/17                   | Heidi Weng               | Krista Pärmäkoski        | Ingvild Flugstad Østberg   |
| 2017/18                   | Heidi Weng               | Jessie Diggins           | Ingvild Flugstad Østberg   |
| 2018/19                   | Ingvild Flugstad Østberg | Natal'ja Neprjaeva       | Therese Johaug             |
| 2019/20                   | Therese Johaug           | Heidi Weng               | Natal'ja Neprjaeva         |
| 2020/21                   | Jessie Diggins           | Julija Stupak            | Ebba Andersson             |
| 2021/22                   | Natal'ja Neprjaeva       | Jessie Diggins           | Ebba Andersson             |
| 2022/23                   | Tiril Udnes Weng         | Jessie Diggins           | Kerttu Niskanen            |
| 2023/24                   | Jessie Diggins           | Linn Svahn               | Frida Karlsson             |
| 2024/25                   | Jessie Diggins           | Victoria Carl            | Kerttu Niskanen            |

## Classifica Under 23

### Uomini
| Stagione | Vincitore                  | Secondo                 | Terzo                 |
| -------- | -------------------------- | ----------------------- | --------------------- |
| 2014/15  | Francesco De Fabiani       | Sergej Ustjugov         | Sondre Turvoll Fossli |
| 2015/16  | Francesco De Fabiani (2)   | Sondre Turvoll Fossli   | Richard Jouve         |
| 2016/17  | Johannes Høsflot Klæbo     | Jens Burman             | Lucas Chanavat        |
| 2017/18  | Johannes Høsflot Klæbo     | Aleksandr Bol'šunov     | Aleksej Červotkin     |
| 2018/19  | Johannes Høsflot Klæbo (3) | Aleksandr Bol'šunov (2) | Denis Spicov          |
| 2019/20  | Hugo Lapalus               | Aleksandr Terent'ev     | Verneri Suhonen       |
| 2020/21  | Hugo Lapalus (2)           | Gus Schumacher          | Aleksandr Terent'ev   |
| 2021/22  | Aleksandr Terent'ev        | Friedrich Moch          | William Poromaa       |
| 2022/23  | Ben Ogden                  | William Poromaa         | Edvin Anger           |
| 2023/24  | Edvin Anger                | Elia Barp               | Zanden McMullen       |

### Donne
| Stagione | Vincitrice         | Seconda                 | Terza                   |
| -------- | ------------------ | ----------------------- | ----------------------- |
| 2014/15  | Stina Nilsson      | Teresa Stadlober        | Nathalie von Siebenthal |
| 2015/16  | Stina Nilsson      | Nathalie von Siebenthal | Teresa Stadlober        |
| 2016/17  | Anamarija Lampič   | Julija Belorukova       | Nadine Fähndrich        |
| 2017/18  | Natal'ja Neprjaeva | Anastasija Sedova       | Ebba Andersson          |
| 2018/19  | Ebba Andersson     | Tiril Udnes Weng        | Marija Istomina         |
| 2019/20  | Ebba Andersson     | Linn Svahn              | Frida Karlsson          |
| 2020/21  | Linn Svahn         | Helene Marie Fossesholm | Frida Karlsson          |
| 2021/22  | Frida Karlsson     | Helene Marie Fossesholm | Kristine Stavås Skistad |
| 2022/23  | Patricija Eiduka   | Margrethe Bergane       | Maria Hartz Melling     |
| 2023/24  | Margrethe Bergane  | Nadja Kälin             | Anja Weber              |

## Coppa delle Nazioni
| Stagione | Vincitrice           | Seconda              | Terza                |               | Uomini               | Donne |
| -------- | -------------------- | -------------------- | -------------------- | ------------- | -------------------- | ----- |
| 1981/82  | Norvegia             | Cecoslovacchia       | Svezia               | Norvegia      | Norvegia             |       |
| 1982/83  | Norvegia             | Unione Sovietica     | Finlandia            | Norvegia      | Norvegia             |       |
| 1983/84  | Norvegia             | Unione Sovietica     | Svezia               | Norvegia      | Norvegia             |       |
| 1984/85  | Norvegia             | Svezia               | Unione Sovietica     | Norvegia      | Norvegia             |       |
| 1985/86  | Norvegia             | Svezia               | Unione Sovietica     | Svezia        | Norvegia             |       |
| 1986/87  | Svezia               | Norvegia             | Unione Sovietica (3) | Svezia        | Norvegia             |       |
| 1987/88  | Svezia (2)           | Unione Sovietica (3) | Norvegia             | Svezia        | Unione Sovietica     |       |
| 1988/89  | Unione Sovietica     | Svezia               | Norvegia (2)         | Svezia        | Unione Sovietica     |       |
| 1989/90  | Unione Sovietica     | Norvegia             | Svezia               | Norvegia      | Unione Sovietica     |       |
| 1990/91  | Unione Sovietica (3) | Norvegia             | Svezia               | Norvegia      | Unione Sovietica (4) |       |
| 1991/92  | Norvegia             | CSI                  | Italia               | Norvegia      | CSI                  |       |
| 1992/93  | Norvegia             | Russia               | Italia               | Norvegia      | Russia               |       |
| 1993/94  | Norvegia             | Russia               | Italia               | Norvegia      | Russia               |       |
| 1994/95  | Russia               | Norvegia             | Italia               | Norvegia      | Russia               |       |
| 1995/96  | Russia               | Norvegia             | Italia               | Norvegia      | Russia               |       |
| 1996/97  | Norvegia             | Russia               | Italia               | Norvegia      | Russia               |       |
| 1997/98  | Norvegia             | Russia               | Italia               | Norvegia      | Russia               |       |
| 1998/99  | Norvegia             | Russia               | Svezia               | Norvegia      | Russia               |       |
| 1999/00  | Norvegia             | Russia               | Italia               | Norvegia      | Russia               |       |
| 2000/01  | Norvegia             | Russia               | Italia               | Norvegia      | Russia (9)           |       |
| 2001/02  | Norvegia             | Russia               | Italia               | Norvegia      | Norvegia             |       |
| 2002/03  | Norvegia             | Germania             | Svezia               | Svezia (5)    | Norvegia             |       |
| 2003/04  | Norvegia             | Germania             | Italia               | Norvegia      | Norvegia             |       |
| 2004/05  | Norvegia             | Germania             | Russia               | Norvegia      | Norvegia             |       |
| 2005/06  | Norvegia             | Svezia               | Germania             | Norvegia      | Norvegia             |       |
| 2006/07  | Norvegia             | Germania (4)         | Finlandia            | Norvegia      | Finlandia            |       |
| 2007/08  | Norvegia             | Finlandia            | Germania (2)         | Norvegia      | Norvegia             |       |
| 2008/09  | Norvegia             | Finlandia (2)        | Italia (12)          | Norvegia      | Finlandia (2)        |       |
| 2009/10  | Norvegia             | Russia               | Svezia               | Norvegia      | Norvegia             |       |
| 2010/11  | Norvegia             | Svezia               | Russia               | Norvegia      | Norvegia             |       |
| 2011/12  | Norvegia             | Russia               | Svezia               | Russia        | Norvegia             |       |
| 2012/13  | Norvegia             | Russia               | Svezia               | Russia        | Norvegia             |       |
| 2013/14  | Norvegia             | Russia               | Svezia               | Norvegia      | Norvegia             |       |
| 2014/15  | Norvegia             | Russia               | Svezia               | Norvegia      | Norvegia             |       |
| 2015/16  | Norvegia             | Russia               | Finlandia            | Norvegia      | Norvegia             |       |
| 2016/17  | Norvegia             | Svezia               | Finlandia            | Norvegia      | Norvegia             |       |
| 2017/18  | Norvegia             | Svezia               | Russia               | Norvegia      | Norvegia             |       |
| 2018/19  | Norvegia             | Russia               | Svezia               | Norvegia      | Norvegia             |       |
| 2019/20  | Norvegia             | Russia (16)          | Svezia               | Norvegia      | Norvegia             |       |
| 2020/21  | Russia (3)           | Norvegia (6)         | Svezia (14)          | Russia (3)    | Svezia               |       |
| 2021/22  | Norvegia             | Svezia               | Russia (4)           | Norvegia      | Svezia (2)           |       |
| 2022/23  | Norvegia (34)        | Svezia (9)           | Finlandia (5)        | Norvegia (34) | Norvegia (24)        |       |
| 2023/24  | Norvegia (35)        | Svezia (10)          | Finlandia (6)        | Norvegia (35) | Svezia (3)           |       |

## Vincitori di Coppe del Mondo

### Generale

#### Uomini
| Sciatore                | Coppe | Secondo | Terzo | Stagioni                           |
| ----------------------- | ----- | ------- | ----- | ---------------------------------- |
| Bjørn Dæhlie            | 6     | 2       | 2     | 1992, 1993, 1995, 1996, 1997, 1999 |
| Gunde Svan              | 5     | 2       | 1     | 1984, 1985, 1986, 1988, 1989       |
| Johannes Høsflot Klæbo  | 5     | 2       | 1     | 2018, 2019, 2022, 2023, 2025       |
| Dario Cologna           | 4     | 1       | 1     | 2009, 2011, 2012, 2015             |
| Martin Johnsrud Sundby  | 3     | 0       | 1     | 2014, 2016, 2017                   |
| Petter Northug          | 2     | 4       | 1     | 2010, 2013                         |
| Vladimir Smirnov        | 2     | 3       | 3     | 1991, 1994                         |
| Aleksandr Bol'šunov     | 2     | 2       | 0     | 2020, 2021                         |
| Per Elofsson            | 2     | 0       | 0     | 2001, 2002                         |
| Tobias Angerer          | 2     | 0       | 0     | 2006, 2007                         |
| Torgny Mogren           | 1     | 3       | 1     | 1987                               |
| Vegard Ulvang           | 1     | 2       | 1     | 1990                               |
| René Sommerfeldt        | 1     | 2       | 0     | 2004                               |
| Thomas Alsgaard         | 1     | 1       | 1     | 1998                               |
| Johann Mühlegg          | 1     | 1       | 0     | 2000                               |
| Mathias Fredriksson     | 1     | 1       | 0     | 2003                               |
| Lukáš Bauer             | 1     | 1       | 0     | 2008                               |
| Bill Koch               | 1     | 0       | 1     | 1982                               |
| Aleksandr Zav'jalov     | 1     | 0       | 0     | 1983                               |
| Axel Teichmann          | 1     | 0       | 0     | 2005                               |
| Harald Østberg Amundsen | 1     | 0       | 0     | 2024                               |

#### Donne
| Sciatrice                | Coppe | Seconda | Terza | Stagioni                     |
| ------------------------ | ----- | ------- | ----- | ---------------------------- |
| Elena Välbe              | 5     | 3       | 1     | 1989, 1991, 1992, 1995, 1997 |
| Marit Bjørgen            | 4     | 5       | 0     | 2005, 2006, 2012, 2015       |
| Bente Skari              | 4     | 2       | 0     | 1999, 2000, 2002, 2003       |
| Justyna Kowalczyk        | 4     | 1       | 1     | 2009, 2010, 2011, 2013       |
| Jessie Diggins           | 3     | 3       | 0     | 2021, 2024, 2025             |
| Therese Johaug           | 3     | 2       | 2     | 2014, 2016, 2020             |
| Marjo Matikainen         | 3     | 0       | 0     | 1986, 1987, 1988             |
| Heidi Weng               | 2     | 1       | 2     | 2017, 2018                   |
| Larisa Lazutina          | 2     | 0       | 4     | 1990, 1998                   |
| Marja-Liisa Kirvesniemi  | 2     | 0       | 1     | 1983, 1984                   |
| Virpi Kuitunen           | 2     | 0       | 1     | 2007, 2008                   |
| Manuela Di Centa         | 2     | 0       | 0     | 1994, 1996                   |
| Ingvild Flugstad Østberg | 1     | 1       | 2     | 2019                         |
| Ljubov' Egorova          | 1     | 1       | 2     | 1993                         |
| Natal'ja Neprjaeva       | 1     | 1       | 1     | 2022                         |
| Julija Čepalova          | 1     | 0       | 1     | 2001                         |
| Gabriella Paruzzi        | 1     | 0       | 1     | 2004                         |
| Berit Aunli              | 1     | 0       | 0     | 1982                         |
| Anette Bøe               | 1     | 0       | 0     | 1985                         |
| Tiril Udnes Weng         | 1     | 0       | 0     | 2023                         |

### Sprint
A partire dalla stagione 1996/1997 la FIS assegna anche la Coppa del Mondo di sprint, la cui classifica viene stilata tenendo conto solo dei risultati delle gare sprint inserite nel calendario della Coppa del Mondo di sci di fondo. Alla fine della stagione l'uomo e la donna con il punteggio complessivo più alto vincono la Coppa del Mondo di sprint.

#### Uomini
| Sciatore               | Coppe | Secondo | Terzo | Stagioni                                 |
| ---------------------- | ----- | ------- | ----- | ---------------------------------------- |
| Johannes Høsflot Klæbo | 7     | 1       | 0     | 2017, 2018, 2019, 2020, 2023, 2024, 2025 |
| Emil Jönsson           | 3     | 1       | 1     | 2010, 2011, 2013                         |
| Ola Vigen Hattestad    | 3     | 1       | 0     | 2008, 2009, 2014                         |
| Federico Pellegrino    | 2     | 3       | 1     | 2016, 2021                               |
| Bjørn Dæhlie           | 2     | 1       | 0     | 1997, 1999                               |
| Thobias Fredriksson    | 2     | 1       | 0     | 2003, 2004                               |
| Jens Arne Svartedal    | 1     | 2       | 0     | 2007                                     |
| Tor-Arne Hetland       | 1     | 1       | 3     | 2005                                     |
| Trond Iversen          | 1     | 1       | 1     | 2002                                     |
| Finn Hågen Krogh       | 1     | 0       | 1     | 2015                                     |
| Thomas Alsgaard        | 1     | 0       | 0     | 1998                                     |
| Morten Brørs           | 1     | 0       | 0     | 2000                                     |
| Jan Jacob Verdenius    | 1     | 0       | 0     | 2001                                     |
| Björn Lind             | 1     | 0       | 0     | 2006                                     |
| Teodor Peterson        | 1     | 0       | 0     | 2012                                     |
| Richard Jouve          | 1     | 0       | 0     | 2022                                     |

#### Donne
| Sciatrice              | Coppe | Seconda | Terza | Stagioni                     |
| ---------------------- | ----- | ------- | ----- | ---------------------------- |
| Marit Bjørgen          | 5     | 1       | 2     | 2003, 2004, 2005, 2006, 2015 |
| Bente Skari            | 5     | 1       | 0     | 1998, 1999, 2000, 2001, 2002 |
| Maiken Caspersen Falla | 3     | 2       | 1     | 2016, 2017, 2018             |
| Petra Majdič           | 3     | 1       | 1     | 2008, 2009, 2011             |
| Kikkan Randall         | 3     | 0       | 1     | 2012, 2013, 2014             |
| Maja Dahlqvist         | 2     | 0       | 2     | 2022, 2023                   |
| Linn Svahn             | 2     | 0       | 1     | 2020, 2024                   |
| Stina Nilsson          | 1     | 2       | 1     | 2019                         |
| Virpi Kuitunen         | 1     | 1       | 1     | 2007                         |
| Anamarija Lampič       | 1     | 1       | 1     | 2021                         |
| Justyna Kowalczyk      | 1     | 1       | 0     | 2010                         |
| Stefania Belmondo      | 1     | 0       | 1     | 1997                         |
| Jasmi Joensuu          | 1     | 0       | 0     | 2025                         |

### Distanza
Dal 1997 la FIS assegna un trofeo, la "Coppa del Mondo di distanza" (denominata "Coppa del Mondo di lunga distanza" fino al 1999, non assegnata dal 2000 al 2003) agli sciatori che ottengono la più alta somma di punteggi nelle sole gare di distanza del circuito della Coppa.

#### Uomini
| Sciatore                | Coppe | Secondo | Terzo | Stagioni               |
| ----------------------- | ----- | ------- | ----- | ---------------------- |
| Dario Cologna           | 4     | 2       | 0     | 2011, 2012, 2015, 2018 |
| Martin Johnsrud Sundby  | 3     | 2       | 1     | 2014, 2016, 2017       |
| Aleksandr Bol'šunov     | 3     | 1       | 0     | 2019, 2020, 2021       |
| Tobias Angerer          | 2     | 0       | 1     | 2006, 2007             |
| Lukáš Bauer             | 1     | 1       | 1     | 2008                   |
| Aleksandr Legkov        | 1     | 1       | 1     | 2013                   |
| Johann Mühlegg          | 1     | 1       | 0     | 2000                   |
| Pietro Piller Cottrer   | 1     | 1       | 0     | 2009                   |
| Mika Myllylä            | 1     | 0       | 2     | 1997                   |
| Petter Northug          | 1     | 0       | 2     | 2010                   |
| Michail Botvinov        | 1     | 0       | 1     | 1999                   |
| René Sommerfeldt        | 1     | 0       | 1     | 2004                   |
| Iivo Niskanen           | 1     | 0       | 1     | 2022                   |
| Pål Golberg             | 1     | 0       | 1     | 2023                   |
| Simen Hegstad Krüger    | 1     | 0       | 1     | 2025                   |
| Thomas Alsgaard         | 1     | 0       | 0     | 1998                   |
| Jari Isometsä           | 1     | 0       | 0     | 2000                   |
| Axel Teichmann          | 1     | 0       | 0     | 2005                   |
| Harald Østberg Amundsen | 1     | 0       | 0     | 2024                   |

#### Donne
| Sciatrice          | Coppe | Seconda | Terza | Stagioni                     |
| ------------------ | ----- | ------- | ----- | ---------------------------- |
| Therese Johaug     | 5     | 2       | 2     | 2014, 2016, 2019, 2020, 2022 |
| Justyna Kowalczyk  | 4     | 1       | 1     | 2009, 2010, 2011, 2013       |
| Marit Bjørgen      | 3     | 4       | 0     | 2005, 2012, 2015             |
| Jessie Diggins     | 3     | 1       | 1     | 2021, 2024, 2025             |
| Heidi Weng         | 2     | 2       | 1     | 2017, 2018                   |
| Kristina Šmigun    | 2     | 1       | 2     | 1999, 2000                   |
| Larisa Lazutina    | 2     | 0       | 2     | 1998, 2000                   |
| Virpi Kuitunen     | 2     | 0       | 0     | 2007, 2008                   |
| Valentyna Ševčenko | 1     | 1       | 0     | 2004                         |
| Elena Välbe        | 1     | 0       | 0     | 1997                         |
| Julija Čepalova    | 1     | 0       | 0     | 2006                         |
| Kerttu Niskanen    | 1     | 0       | 0     | 2023                         |

## Vincitori di gare di Coppa del Mondo

### Uomini
Dati aggiornati al 23 marzo 2025
     Sciatori in attività
Si elencano solamente gli atleti con almeno 10 vittorie in carriera.
| Pos. | Nome atleta             | Carriera  | Coppa del Mondo | Coppa del Mondo | Coppa del Mondo | Coppa del Mondo | Competizioni intermedie (Nordic Opening, Tour de Ski, Finali) | Competizioni intermedie (Nordic Opening, Tour de Ski, Finali) | Competizioni intermedie (Nordic Opening, Tour de Ski, Finali) | Totale | % Vittorie |
| Pos. | Nome atleta             | Carriera  | Vittorie        | Distanza        | Sprint          | Tour            | Vittorie                                                      | Distanza                                                      | Sprint                                                        | Totale | % Vittorie |
| ---- | ----------------------- | --------- | --------------- | --------------- | --------------- | --------------- | ------------------------------------------------------------- | ------------------------------------------------------------- | ------------------------------------------------------------- | ------ | ---------- |
| 1    | Johannes Høsflot Klæbo  | 2016–     | 67              | 16              | 42              | 9               | 31                                                            | 15                                                            | 16                                                            | 98     | 56%        |
| 2    | Bjørn Dæhlie            | 1989–1999 | 46              | 45              | 1               | –               | –                                                             | –                                                             | –                                                             | 46     | 39%        |
| 3    | Petter Northug          | 2005–2017 | 20              | 8               | 6               | 6               | 18                                                            | 15                                                            | 3                                                             | 38     | 17%        |
| 4    | Gunde Svan              | 1983–1991 | 30              | 30              | –               | –               | –                                                             | –                                                             | –                                                             | 30     | 46%        |
| 4    | Vladimir Smirnov        | 1982–1999 | 30              | 30              | –               | –               | –                                                             | –                                                             | –                                                             | 30     | 26%        |
| 4    | Martin Johnsrud Sundby  | 2005–2020 | 19              | 11              | –               | 8               | 11                                                            | 11                                                            | –                                                             | 30     | 14%        |
| 7    | Aleksandr Bol'šunov     | 2017–     | 20              | 16              | 1               | 3               | 8                                                             | 8                                                             | –                                                             | 28     | 25%        |
| 8    | Dario Cologna           | 2007–2022 | 15              | 7               | 2               | 6               | 11                                                            | 11                                                            | –                                                             | 26     | 9%         |
| 9    | Lukáš Bauer             | 1997–2016 | 11              | 9               | –               | 2               | 7                                                             | 7                                                             | –                                                             | 18     | 8%         |
| 10   | Federico Pellegrino     | 2010–     | 12              | –               | 12              | –               | 5                                                             | –                                                             | 5                                                             | 17     | 6%         |
| 11   | Emil Jönsson            | 2003–2018 | 13              | –               | 13              | –               | 3                                                             | –                                                             | 3                                                             | 16     | 11%        |
| 12   | Sergej Ustjugov         | 2013–     | 4               | 1               | 2               | 1               | 11                                                            | 8                                                             | 3                                                             | 15     | 11%        |
| 13   | Torgny Mogren           | 1983–1998 | 13              | 13              | –               | –               | –                                                             | –                                                             | –                                                             | 13     | 12%        |
| 13   | Thomas Alsgaard         | 1993–2003 | 13              | 11              | 2               | –               | –                                                             | –                                                             | –                                                             | 13     | 13%        |
| 13   | Ola Vigen Hattestad     | 2003–2017 | 13              | –               | 13              | –               | –                                                             | –                                                             | –                                                             | 13     | 11%        |
| 13   | Tor Arne Hetland        | 1995–2009 | 11              | 2               | 9               | –               | 2                                                             | –                                                             | 2                                                             | 13     | 8%         |
| 13   | Axel Teichmann          | 1998–2014 | 8               | 8               | –               | –               | 5                                                             | 5                                                             | –                                                             | 13     | 6%         |
| 13   | Pål Golberg             | 2010–     | 11              | 7               | 3               | 1               | 2                                                             | 1                                                             | 1                                                             | 13     | 6%         |
| 19   | Jens Arne Svartedal     | 1997–2010 | 12              | 1               | 11              | –               | –                                                             | –                                                             | –                                                             | 12     | 9%         |
| 20   | Per Elofsson            | 1996–2003 | 11              | 11              | –               | –               | –                                                             | –                                                             | –                                                             | 11     | 17%        |
| 20   | Tobias Angerer          | 1998–2014 | 11              | 10              | –               | 1               | –                                                             | –                                                             | –                                                             | 11     | 4%         |
| 20   | Eldar Rønning           | 2003–2015 | 7               | 4               | 3               | –               | 4                                                             | 3                                                             | 1                                                             | 11     | 6%         |
| 20   | Aleksej Poltaranin      | 2004–2019 | 4               | 3               | 1               | –               | 7                                                             | 7                                                             | –                                                             | 11     | 6%         |
| 20   | Simen Hegstad Krüger    | 2013–     | 8               | 8               | –               | –               | 3                                                             | 3                                                             | –                                                             | 11     | 8%         |
| 20   | Harald Østberg Amundsen | 2018–     | 7               | 6               | –               | 1               | 4                                                             | 4                                                             | –                                                             | 11     | 12%        |
| 26   | Mika Myllylä            | 1992–2000 | 10              | 10              | –               | –               | –                                                             | –                                                             | –                                                             | 10     | 13%        |
| 26   | Maurice Manificat       | 2006–     | 6               | 6               | –               | –               | 4                                                             | 4                                                             | –                                                             | 10     | 4%         |
| 26   | Iivo Niskanen           | 2010–     | 8               | 8               | –               | –               | 2                                                             | 2                                                             | –                                                             | 10     | 6%         |

### Donne
Dati aggiornati al 23 marzo 2025
     Sciatrici in attività
Si elencano solamente le atlete con almeno 10 vittorie in carriera.
| Pos. | Nome atleta              | Carriera  | Coppa del Mondo | Coppa del Mondo | Coppa del Mondo | Coppa del Mondo | Competizioni intermedie (Nordic Opening, Tour de Ski, Finali) | Competizioni intermedie (Nordic Opening, Tour de Ski, Finali) | Competizioni intermedie (Nordic Opening, Tour de Ski, Finali) | Totale | % Vittorie |
| Pos. | Nome atleta              | Carriera  | Vittorie        | Distanza        | Sprint          | Tour            | Vittorie                                                      | Distanza                                                      | Sprint                                                        | Totale | % Vittorie |
| ---- | ------------------------ | --------- | --------------- | --------------- | --------------- | --------------- | ------------------------------------------------------------- | ------------------------------------------------------------- | ------------------------------------------------------------- | ------ | ---------- |
| 1    | Marit Bjørgen            | 1999–2018 | 84              | 41              | 31              | 12              | 30                                                            | 21                                                            | 9                                                             | 114    | 38%        |
| 2    | Therese Johaug           | 2007–     | 50              | 39              | –               | 11              | 39                                                            | 38                                                            | 1                                                             | 89     | 33%        |
| 3    | Justyna Kowalczyk        | 2001–2018 | 31              | 19              | 7               | 5               | 19                                                            | 14                                                            | 5                                                             | 50     | 16%        |
| 4    | Elena Välbe              | 1987–1998 | 45              | 44              | 1               | –               | –                                                             | –                                                             | –                                                             | 45     | 41%        |
| 5    | Bente Skari              | 1992–2003 | 42              | 25              | 17              | –               | –                                                             | –                                                             | –                                                             | 42     | 30%        |
| 6    | Virpi Kuitunen           | 1997–2010 | 20              | 11              | 7               | 2               | 7                                                             | 5                                                             | 2                                                             | 27     | 16%        |
| 6    | Jessie Diggins           | 2011–     | 16              | 13              | 1               | 2               | 11                                                            | 9                                                             | 2                                                             | 27     | 7%         |
| 8    | Petra Majdič             | 1999–2011 | 16              | 1               | 15              | –               | 8                                                             | 2                                                             | 6                                                             | 24     | 11%        |
| 9    | Stefania Belmondo        | 1989–2002 | 23              | 23              | –               | –               | –                                                             | –                                                             | –                                                             | 23     | 14%        |
| 9    | Stina Nilsson            | 2012–2020 | 12              | –               | 11              | 1               | 11                                                            | 4                                                             | 7                                                             | 23     | 21%        |
| 11   | Maiken Caspersen Falla   | 2008–2022 | 16              | –               | 16              | –               | 6                                                             | –                                                             | 6                                                             | 22     | 13%        |
| 12   | Larisa Lazutina          | 1984–2002 | 21              | 21              | –               | –               | –                                                             | –                                                             | –                                                             | 21     | 14%        |
| 13   | Kateřina Neumannová      | 1992–2007 | 18              | 16              | 2               | –               | 1                                                             | 1                                                             | –                                                             | 19     | 13%        |
| 14   | Julija Čepalova          | 1995–2010 | 18              | 17              | 1               | –               | –                                                             | –                                                             | –                                                             | 18     | 11%        |
| 15   | Ingvild Flugstad Østberg | 2008–     | 5               | 2               | 2               | 1               | 12                                                            | 11                                                            | 1                                                             | 17     | 6%         |
| 16   | Kristina Šmigun-Vähi     | 1994–2010 | 16              | 14              | 2               | –               | –                                                             | –                                                             | –                                                             | 16     | 10%        |
| 16   | Linn Svahn               | 2019–     | 9               | 1               | 8               | –               | 7                                                             | 2                                                             | 5                                                             | 16     | 21%        |
| 18   | Manuela Di Centa         | 1982–1998 | 15              | 15              | –               | –               | –                                                             | –                                                             | –                                                             | 15     | 18%        |
| 19   | Ljubov' Egorova          | 1984–2003 | 13              | 13              | –               | –               | –                                                             | –                                                             | –                                                             | 13     | 11%        |
| 19   | Kikkan Randall           | 2001–2018 | 11              | –               | 11              | –               | 2                                                             | –                                                             | 2                                                             | 13     | 6%         |
| 19   | Heidi Weng               | 2010–     | 5               | 2               | –               | 3               | 8                                                             | 7                                                             | 1                                                             | 13     | 4%         |
| 19   | Frida Karlsson           | 2019–     | 11              | 10              | –               | 1               | 2                                                             | 2                                                             | –                                                             | 13     | 14%        |
| 23   | Charlotte Kalla          | 2006–2022 | 7               | 5               | –               | 2               | 5                                                             | 4                                                             | 1                                                             | 12     | 5%         |
| 23   | Jonna Sundling           | 2015–     | 11              | 1               | 10              | –               | 1                                                             | –                                                             | 1                                                             | 12     | 8%         |
| 25   | Marja-Liisa Kirvesniemi  | 1982–1994 | 11              | 11              | –               | –               | –                                                             | –                                                             | –                                                             | 11     | 22%        |
| 25   | Kristine Stavås Skistad  | 2018–     | 11              | –               | 11              | –               | –                                                             | –                                                             | –                                                             | 11     | 29%        |
| 27   | Brit Pettersen           | 1982–1988 | 10              | 10              | –               | –               | –                                                             | –                                                             | –                                                             | 10     | 24%        |

## Record individuali di podi, top 10 e partenze
Dati aggiornati al 10 dicembre 2023
     Sciatori in attività

### Uomini

#### Podi in carriera
| Pos. | Sciatore               | 1º | 2º | 3º | Totale |
| ---- | ---------------------- | -- | -- | -- | ------ |
| 1    | Johannes Høsflot Klæbo | 72 | 17 | 6  | 95     |
| 2    | Petter Northug         | 38 | 29 | 17 | 84     |
| 3    | Bjørn Dæhlie           | 46 | 23 | 12 | 81     |
| 4    | Martin Johnsrud Sundby | 30 | 26 | 18 | 74     |
| 5    | Dario Cologna          | 26 | 28 | 19 | 73     |
| 6    | Vladimir Smirnov       | 30 | 21 | 15 | 66     |
| 7    | Aleksandr Bol'šunov    | 28 | 12 | 19 | 59     |
| 8    | Gunde Svan             | 30 | 11 | 5  | 46     |
| 8    | Sergej Ustjugov        | 15 | 19 | 12 | 46     |
| 10   | Federico Pellegrino    | 17 | 18 | 7  | 42     |

#### Top 10 in carriera
| Pos. | Sciatore               | Top 10 |
| ---- | ---------------------- | ------ |
| 1    | Dario Cologna          | 164    |
| 2    | Petter Northug         | 145    |
| 3    | Martin Johnsrud Sundby | 131    |
| 4    | Johannes Høsflot Klæbo | 119    |
| 5    | Alex Harvey            | 112    |
| 6    | Bjørn Dæhlie           | 105    |
| 7    | Sjur Røthe             | 100    |
| 8    | Lukáš Bauer            | 99     |
| 9    | Vladimir Smirnov       | 98     |
| 10   | Aleksandr Bol'šunov    | 96     |

#### Partenze individuali
| Pos. | Sciatore            | Gare | Tour | Totali |
| ---- | ------------------- | ---- | ---- | ------ |
| 1    | Giorgio Di Centa    | 322  | 20   | 342    |
| 2    | Jean-Marc Gaillard  | 300  | 34   | 334    |
| 3    | Devon Kershaw       | 290  | 29   | 319    |
| 4    | Dario Cologna       | 285  | 33   | 318    |
| 5    | Alex Harvey         | 258  | 29   | 287    |
| 6    | Maurice Manificat   | 249  | 30   | 279    |
| 7    | Tobias Angerer      | 260  | 17   | 277    |
| 8    | Andrew Musgrave     | 246  | 25   | 271    |
| 9    | Federico Pellegrino | 240  | 29   | 269    |
| 10   | Lukáš Bauer         | 237  | 18   | 255    |

### Donne

#### Podi in carriera
| Pos. | Sciatore                 | 1ª  | 2ª | 3ª | Totale |
| ---- | ------------------------ | --- | -- | -- | ------ |
| 1    | Marit Bjørgen            | 114 | 43 | 27 | 184    |
| 2    | Therese Johaug           | 82  | 35 | 32 | 149    |
| 3    | Heidi Weng               | 13  | 46 | 48 | 107    |
| 4    | Justyna Kowalczyk        | 50  | 33 | 21 | 104    |
| 5    | Elena Välbe              | 45  | 20 | 16 | 81     |
| 6    | Ingvild Flugstad Østberg | 17  | 25 | 31 | 73     |
| 7    | Stefania Belmondo        | 23  | 26 | 17 | 66     |
| 8    | Larisa Lazutina          | 21  | 19 | 22 | 62     |
| 9    | Bente Skari              | 42  | 13 | 5  | 60     |
| 10   | Charlotte Kalla          | 12  | 28 | 19 | 59     |

#### Top 10 in carriera
| Pos. | Sciatore                   | Top 10 |
| ---- | -------------------------- | ------ |
| 1    | Marit Bjørgen              | 249    |
| 2    | Heidi Weng                 | 202    |
| 3    | Justyna Kowalczyk          | 199    |
| 4    | Therese Johaug             | 195    |
| 5    | Krista Pärmäkoski          | 178    |
| 6    | Charlotte Kalla            | 175    |
| 7    | Ingvild Flugstad Østberg   | 171    |
| 8    | Astrid Uhrenholdt Jacobsen | 153    |
| 9    | Jessica Diggins            | 146    |
| 10   | Aino-Kaisa Saarinen        | 139    |

#### Partenze individuali
| Pos. | Sciatore                 | Gare | Tour | Totali |
| ---- | ------------------------ | ---- | ---- | ------ |
| 1    | Aino-Kaisa Saarinen      | 354  | 24   | 378    |
| 2    | Stefanie Böhler          | 343  | 27   | 370    |
| 3    | Justyna Kowalczyk        | 319  | 23   | 342    |
| 4    | Anne Kyllönen            | 310  | 31   | 341    |
| 5    | Marit Bjørgen            | 303  | 21   | 324    |
| 6    | Krista Pärmäkoski        | 290  | 32   | 322    |
| 7    | Jessie Diggins           | 286  | 27   | 313    |
| 8    | Heidi Weng               | 279  | 30   | 309    |
| 9    | Ingvild Flugstad Østberg | 275  | 30   | 305    |
| 10   | Kerttu Niskanen          | 275  | 29   | 304    |

## Record di precocità e anzianità
Sciatori in attività

### Vincitore più giovane
| N° | Sciatore                | Nato il    | Vinto il   | Località                      | Gara        | Livello          | Età                |
| -- | ----------------------- | ---------- | ---------- | ----------------------------- | ----------- | ---------------- | ------------------ |
| 1  | Petter Northug          | 06.01.1986 | 08.03.2006 | Falun, Svezia                 | 20 km PU    | Coppa del Mondo  | 20 anni 61 giorni  |
| 2  | Johannes Høsflot Klæbo  | 22.10.1996 | 18.02.2017 | Otepää, Estonia               | Sprint TF   | Coppa del Mondo  | 20 anni 119 giorni |
| 3  | Finn Hågen Krogh        | 06.09.1990 | 20.03.2011 | Falun, Svezia                 | 15 km TL HS | Tappa intermedia | 20 anni 195 giorni |
| 4  | Pål Gunnar Mikkelsplass | 29.04.1961 | 09.01.1982 | Reit im Winkl, Germania Ovest | 15 km       | Coppa del Mondo  | 20 anni 255 giorni |
| 5  | Aleksandr Bol'šunov     | 31.12.1996 | 04.03.2018 | Lahti, Finlandia              | 15 km TC    | Coppa del Mondo  | 21 anni 63 giorni  |
| 6  | Gunde Svan              | 12.01.1962 | 19.03.1983 | Anchorage, USA                | 15 km       | Coppa del Mondo  | 21 anni 66 giorni  |
| 7  | Michail Devjat'jarov    | 11.11.1985 | 21.03.2007 | Stoccolma, Svezia             | Sprint TC   | Coppa del Mondo  | 21 anni 130 giorni |
| 8  | Nikolaj Morilov         | 11.08.1986 | 30.12.2007 | Praga, Repubblica Ceca        | Sprint TL   | Tappa intermedia | 21 anni 141 giorni |
| 9  | Janosch Brugger         | 06.06.1997 | 02.12.2018 | Lillehammer, Norvegia         | 15 km TC HS | Tappa intermedia | 21 anni 179 giorni |
| 10 | Pëtr Sedov              | 24.08.1990 | 18.03.2012 | Falun, Sweden                 | 15 km TC HS | Tappa intermedia | 21 anni 207 giorni |

### Vincitrice più giovane
| N° | Sciatrice             | Nata il    | Vinto il   | Località                    | Gara        | Livello          | Età                |
| -- | --------------------- | ---------- | ---------- | --------------------------- | ----------- | ---------------- | ------------------ |
| 1  | Gaby Nestler          | 16.02.1967 | 11.01.1986 | Les Saisies, Francia        | 10 km TL    | Coppa del Mondo  | 18 anni 329 giorni |
| 2  | Pirjo Manninen        | 08.03.1981 | 17.12.2000 | Brusson, Italia             | Sprint TL   | Coppa del Mondo  | 19 anni 284 giorni |
| 3  | Kateřina Neumannová   | 15.02.1973 | 12.12.1992 | Ramsau, Austria             | 5 km TC     | Coppa del Mondo  | 19 anni 300 giorni |
| 4  | Linn Svahn            | 09.12.1999 | 14.12.2019 | Davos, Svizzera             | Sprint TL   | Coppa del Mondo  | 20 anni 5 giorni   |
| 5  | Brit Pettersen        | 24.11.1961 | 12.03.1982 | Falun, Svezia               | 20 km       | Coppa del Mondo  | 20 anni 108 giorni |
| 6  | Simone Greiner-Petter | 15.09.1967 | 15.01.1988 | Dobbiaco, Italia            | 20 km TL    | Coppa del Mondo  | 20 anni 122 giorni |
| 7  | Hanna Falk            | 05.07.1989 | 05.12.2009 | Düsseldorf, Germania        | Sprint TL   | Coppa del Mondo  | 20 anni 153 giorni |
| 8  | Charlotte Kalla       | 22.07.1987 | 06.01.2008 | Nové Město, Repubblica Ceca | 10 km TL HS | Tappa intermedia | 20 anni 168 giorni |
| 9  | Therese Johaug        | 25.06.1988 | 04.01.2009 | Val di Fiemme, Italia       | 9 km TL HS  | Tappa intermedia | 20 anni 193 giorni |
| 10 | Frida Karlsson        | 10.08.1999 | 07.03.2020 | Oslo, Norvegia              | 30 km TC MS | Coppa del Mondo  | 20 anni 210 giorni |

### Vincitore più anziano
| N° | Sciatore              | Nato il    | Vinto il   | Località                   | Gara        | Livello              | Età                |
| -- | --------------------- | ---------- | ---------- | -------------------------- | ----------- | -------------------- | ------------------ |
| 1  | Harri Kirvesniemi     | 10.05.1958 | 11.03.2000 | Oslo, Norvegia             | 50 km TC    | Coppa del Mondo      | 41 anni 306 giorni |
| 2  | Giorgio Di Centa      | 07.10.1972 | 05.02.2010 | Canmore, Canada            | 15 km TL    | Coppa del Mondo      | 37 anni 121 giorni |
| 3  | Maurilio De Zolt      | 25.09.1950 | 21.02.1987 | Oberstdorf, Germania Ovest | 50 km TC    | Campionato del mondo | 36 anni 149 giorni |
| 4  | Lukáš Bauer           | 18.08.1977 | 30.11.2013 | Kuusamo, Finlandia         | 10 km TC    | Tappa intermedia     | 36 anni 104 giorni |
| 5  | Odd-Bjørn Hjelmeset   | 06.12.1971 | 05.01.2008 | Val di Fiemme, Italia      | 20 km TC MS | Tappa intermedia     | 36 anni 30 giorni  |
| 6  | Erling Jevne          | 24.03.1966 | 15.12.2001 | Davos, Svizzera            | 15 km TC    | Coppa del Mondo      | 35 anni 266 giorni |
| 7  | Fulvio Valbusa        | 15.02.1969 | 06.02.2004 | La Clusaz, Francia         | 15 km TL    | Coppa del Mondo      | 34 anni 354 giorni |
| 8  | Tor-Arne Hetland      | 12.01.1974 | 29.12.2008 | Praga, Repubblica Ceca     | Sprint TL   | Tappa intermedia     | 34 anni 352 giorni |
| 9  | Andrus Veerpalu       | 08.02.1971 | 12.03.2005 | Oslo, Norvegia             | 50 km TC    | Coppa del Mondo      | 34 anni 32 giorni  |
| 10 | Pietro Piller Cottrer | 20.12.1974 | 17.01.2009 | Whistler, Canada           | 30 km PU    | Coppa del Mondo      | 34 anni 29 giorni  |

### Vincitrice più anziana
| N° | Sciatrice                    | Nata il    | Vinto il   | Località                   | Gara                      | Livello          | Età                |
| -- | ---------------------------- | ---------- | ---------- | -------------------------- | ------------------------- | ---------------- | ------------------ |
| 1  | Hilde Gjermundshaug Pedersen | 08.11.1964 | 07.01.2006 | Otepää, Estonia            | 10 km TC                  | Coppa del Mondo  | 41 anni 60 giorni  |
| 2  | Marit Bjørgen                | 21.03.1980 | 18.03.2018 | Falun, Svezia              | Finali di Coppa del Mondo | Coppa del Mondo  | 37 anni 362 giorni |
| 3  | Marja-Liisa Kirvesniemi      | 10.09.1955 | 07.03.1992 | Funäsdalen, Svezia         | 5 km TC                   | Coppa del Mondo  | 36 anni 179 giorni |
| 4  | Larisa Lazutina              | 01.06.1965 | 18.03.2001 | Falun, Svezia              | 10 km TC                  | Coppa del Mondo  | 35 anni 290 giorni |
| 5  | Kerttu Niskanen              | 13.06.1988 | 04.01.2024 | Davos, Svizzera            | 20 km TC HS               | Tappa intermedia | 35 anni 205 giorni |
| 6  | Nina Gavryljuk               | 13.04.1965 | 27.12.1999 | Engelberg, Svizzera        | Sprint TC                 | Coppa del Mondo  | 34 anni 259 giorni |
| 7  | Gabriella Paruzzi            | 21.06.1969 | 25.01.2004 | Val di Fiemme, Italia      | 70 km TC MS               | Coppa del Mondo  | 34 anni 218 giorni |
| 8  | Anita Moen                   | 31.08.1967 | 29.12.2001 | Salisburgo, Austria        | Sprint TC                 | Coppa del Mondo  | 34 anni 120 giorni |
| 9  | Inger Helene Nybråten        | 08.12.1960 | 28.01.1995 | Lahti, Finlandia           | 10 km TC                  | Coppa del Mondo  | 34 anni 51 giorni  |
| 10 | Justyna Kowalczyk            | 23.01.1983 | 04.02.2017 | Pyeongchang, Corea del Sud | 15 km PU                  | Coppa del Mondo  | 34 anni 12 giorni  |